# ولایت فراه
ولایت فَراه یکی از ۳۴ ولایت افغانستان به مرکزیت شهر فراه است. فراه ‌چهارمین ولایت پهناور و بیست و یکمین ولایت پرجمعیت افغانستان است. پهناوری آن ۴۹،۳۳۹ کیلومتر مربع و جمعیت آن ۵۸۱،۲۹۳ نفر است. از شمال به ولایت هرات و غور، از شرق به هلمند، از جنوب به نیمروز و از غرب به ایران محدود است. زبان بومی این ولایت زبان پشتو و سپس زبان میانجی دری می باشد. میانگین ارتفاع آن ۴۶۹ متر و بلندترین نقطه آن قله بچ‌وسپ با ۳۸۹۰ متر بلندی است. فراه از ولایت‌های تاریخی و صحرایی افغانستان است اما دره‌های حاصلخیز داشته که توسط فراه رود، خاش رود و هاروت رود آبیاری می‌شود.
ولایت فراه از جمله مناطق خشک و نیمه بیابانی افغانستان است که هوای آن، در فصل تابستان بسیار گرم می‌شود. هوای آن‌جا در فصل زمستان، معتدل و گاهی مواقع سرد است. یکی از بزرگ‌ترین محصولات این ولایت، عناب (یا عَناپ به لهجهٔ محلی) می‌باشد.
ولایت فراه از حاصلخیزترین ولایات افغانستان به حساب می‌آید و از میوه‌های مشهور آن می‌توان به هندوانه (تربوز)، انار، انگور و عناب نام برد.

## پیشینه
از جمله اقدامات مهم و اساسی اسکندر در کشورهای تحت استیلا و تسلط خود می‌توان به موضوع دِژسازی اشاره کرد. مقدونی‌ها در قوسی بزرگ از هرات در غرب تا قندهار در جنوب و تا آمودریا (یونانی: Oxus) در شمال برپا کرد. یکی از آن اسکندریه‌ها، اسکندریه فراه می‌باشد که به‌نام پروفتازیا (Alexandria in Prophtasia) یاد می‌شد و پایتخت سرزمین باستانی زرنگ یا همان سیستان امروزی بود. اسکندر مقدونی پروفتازیا را در اکتبر، ۳۳۰ ق.م. بنا کرد.

## جمعیت‌شناسی

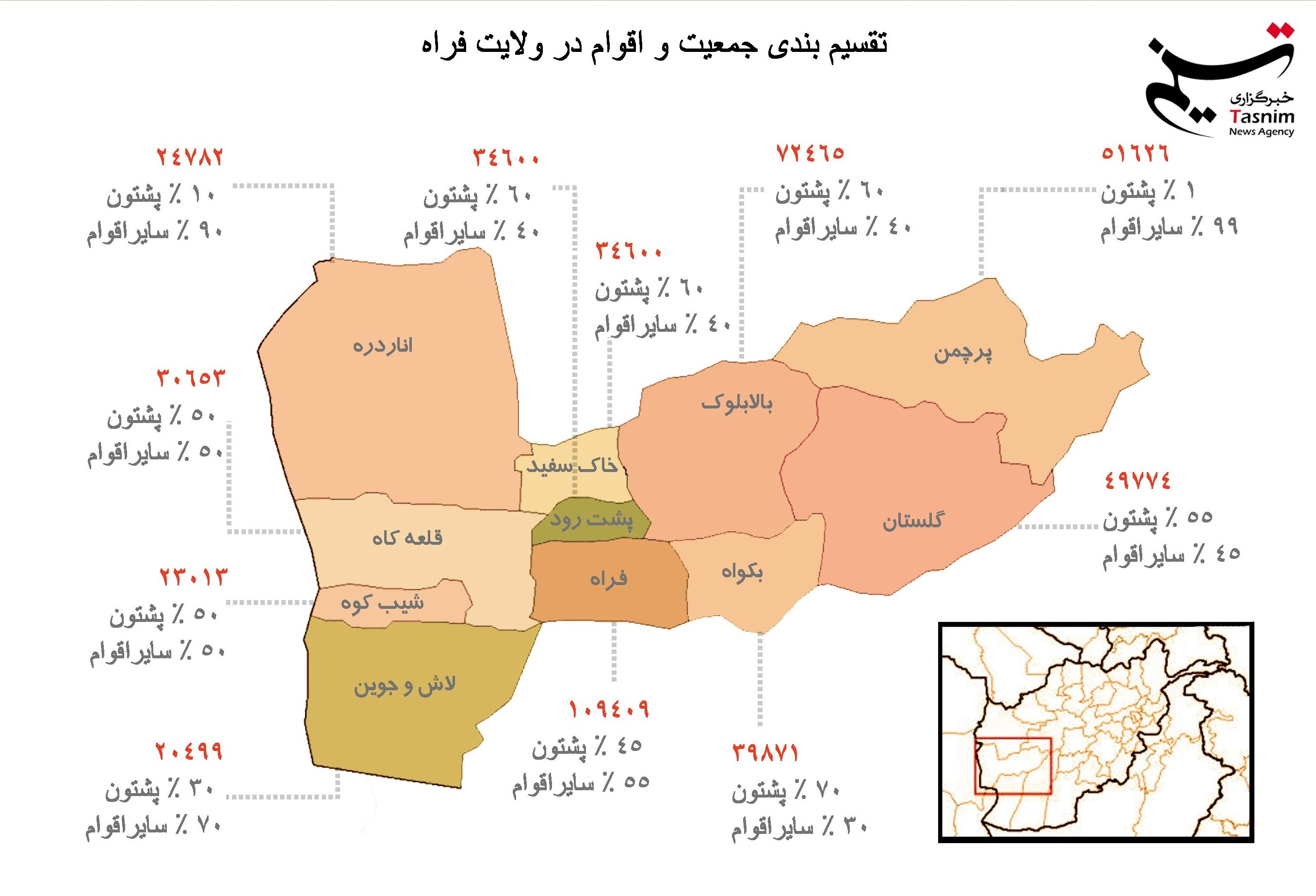
نقشه درصد جمعیتی مناطق ولایت فراه.

براساس برآوردهای صورت‌گرفته از تنوع جمعیتی این ولایت توسط دانشگاه عالی نیروی دریایی آمریکا در سال ۲۰۰۹ میلادی، ۷۰ درصد از جمعیت فراه را اقوام پشتون‌ و ۲۵ درصد را تاجیک و بقیه اقوام تشکیل می‌دهند. زبان مادری بیشتر مردم ولایت پشتو است. و در کنار آن هم به زبان رسمی میانجی دری گویش دارند.
ولایت فراه ۱۱ ولسوالی دارد. و فراه به دو بخش شرقی و غربی تقسیم می‌شود. بخش شرقی ولسوالی‌های بکولسوالی گلستان، ولسوالی پرچمن ولسوالی بالابلوک، ولسوالی پشت‌رود ، ولسوالی خاک سفید پشتون‌نشین هستند. مرکز ولسوالی فراه را پشتون‌ها تشکیل میدهند. بخش غربی آن که با ایران هم مرز است شامل ولسوالی‌های اناردره،ولسوالی لاش و جوین،ولسوالی قلعه کاه،ولسوالی شیب‌کوه اکثراً تاجیک‌نشین هستند.
پشتون‌های ولایت از پشتون‌های درانی: چهار قبیلهٔ مهم آن‌ها علیزی، بارکزی، نورزی، و سدوزی مشهور به (تیموری-نسل تیمورشاه پسر احمدشاه بابا ابدالی سدوزی) و یک شاخه از پشتون‌های غلجایی و سوری‌اند. ۹۲ درصد مردم سنی و ۸ درصد مذهب شیعه دارند. خشخاش، گندم، برنج، ذرت و جو کشت‌های رایج در این ولایت هستند. کمتر از ۱۰ درصد مردم به آب لوله‌کشی دسترسی دارند و برق ولایت هم عمدتاً از ایران وارد می‌شود. بیمارستان مرکزی در ولایت فراه موجود است اما از امکانات کمی برخوردار است و همچنان ۱۲ کلینیک درمانی در آن فعال می‌باشد. ۱۴۹ مدرسهٔ ابتدایی و ۴۹ مدرسهٔ ثانوی در این ولایت دایر است.

## جغرافیا

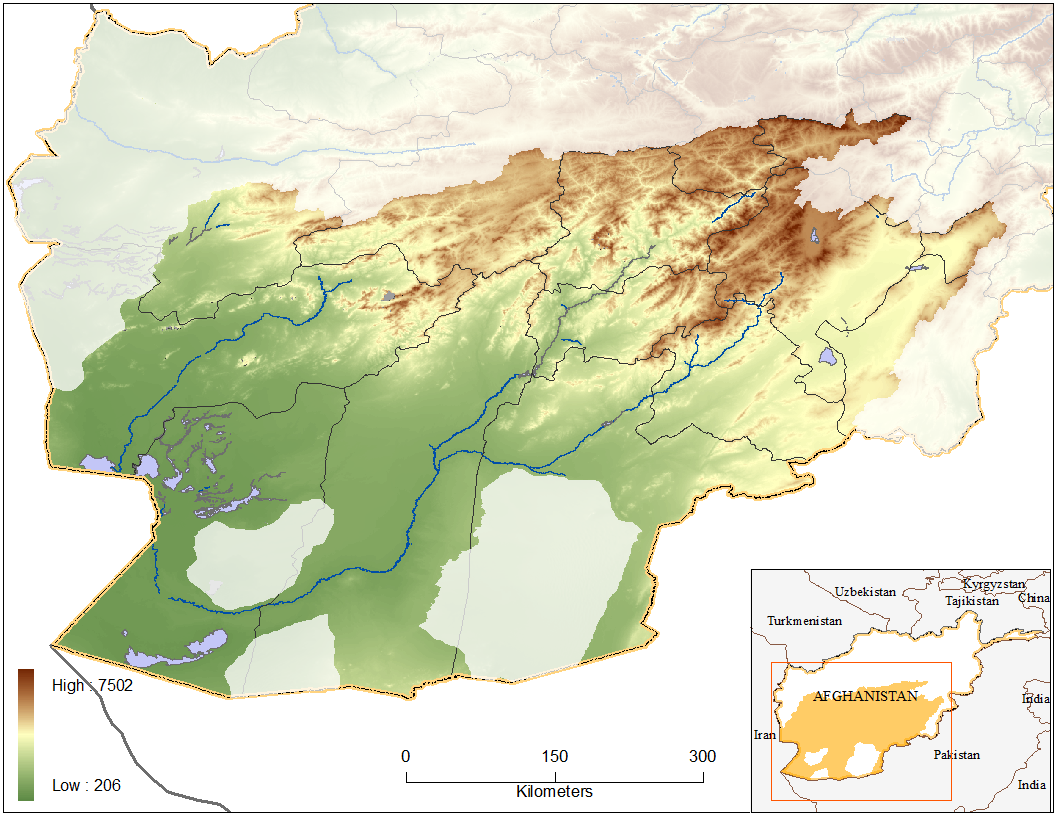
حوضه هیرمند، جنوب شرقی افغانستان

فراه ولایتی گرمسیر و صحرایی است که جزو حوضه آبی جنوب غربی افغانستان و هیرمند به شمار می‌رود. فراه رود، خاش رود و هاروت رود از دریاهای مهم این ولایت است.

## ولسوالی‌ها

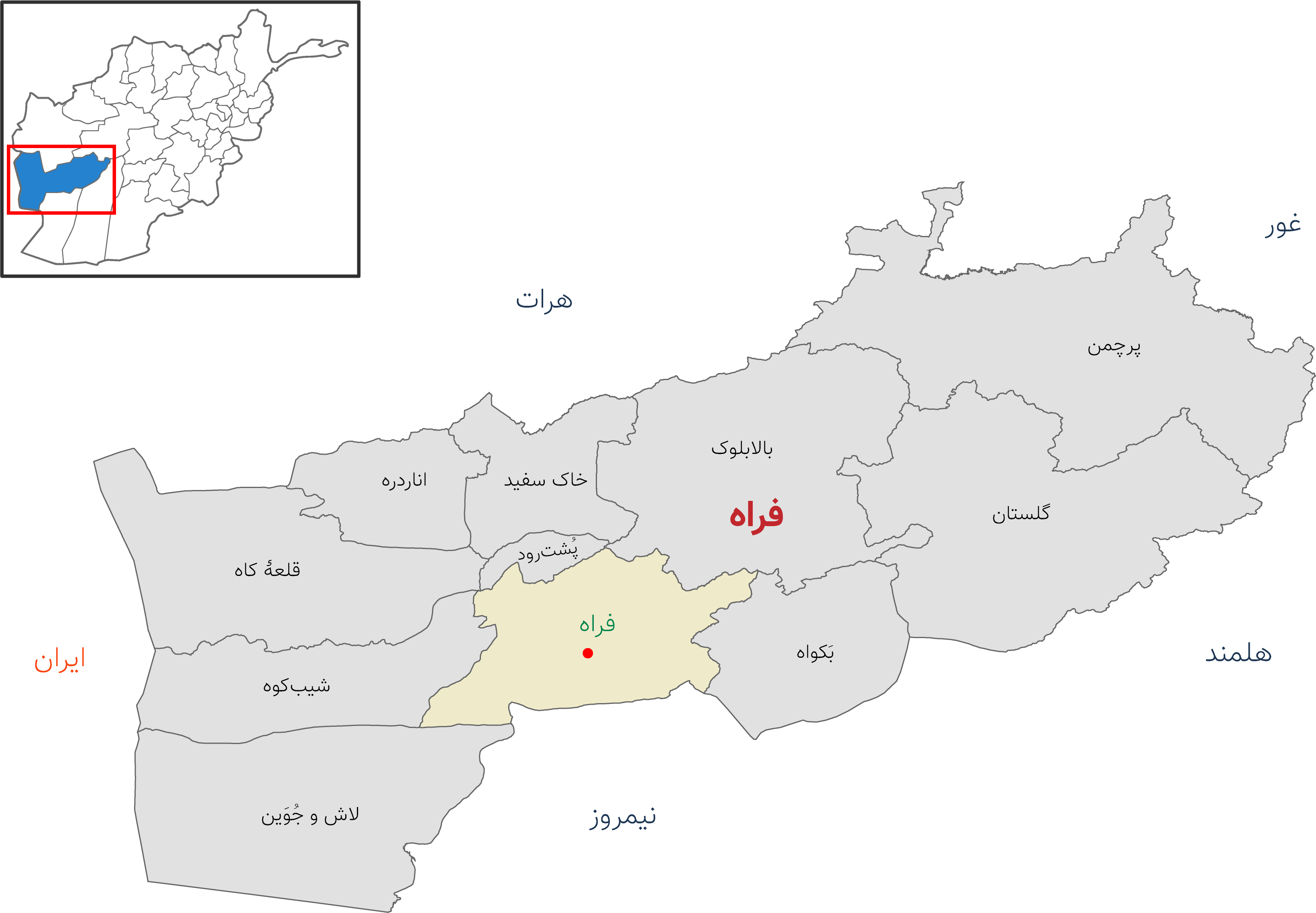
ولسوالی‌های فَراه

- اناردره
- بالابلوک
- بَکواه
- پرچمن
- پُشت‌رود
- خاک سفید
- شیب‌کوه
- فراه
- قلعهٔ کاه
- گلستان
- لاش و جُوَین

| ولسوالی    | مرکز | جمعیت   | مساحت             | اقوام             |
| ---------- | ---- | ------- | ----------------- | ----------------- |
| انار دره   |      | ۲۴٬۷۸۲  | ۵٬۰۰۰ کیلومترمربع | تاجیک‌ها           |
| بکواه      |      | ۳۹٬۸۷۱  | ۲٬۴۲۴ کیلومترمربع | پشتون‌ها           |
| بالا بلوک  |      | ۷۲٬۴۶۵  |                   | پشتون‌ها           |
| فراه       | فراه | ۱۰۹٬۴۰۹ | ۳٬۵۰۰ کیلومترمربع | پشتون‌ها ، تاجیک   |
| گلستان     |      | ۴۹٬۷۷۴  | ۷٬۱۰۲ کیلومترمربع | پشتون‌ها           |
| خاک سفید   |      | ۳۴٬۶۰۰  | ۱٬۲۰۰ کیلومترمربع | پشتون‌ها           |
| لاش و جوین |      | ۲۰٬۴۹۹  | ۵٬۴۹۱ کیلومترمربع | تاجیک‌ها           |
| پرچمن      |      | ۱۱۵٬۶۲۶ | ۶٬۶۹۴ کیلومترمربع | پشتون‌ها           |
| پشت رود    |      | ۳۶٬۳۱۵  | ۱٬۲۰۰ کیلومترمربع | تاجیک‌ها و پشتون‌ها |
| قلعهٔ کاه   |      | ۳۰٬۶۵۳  | ۳٬۵۹۸ کیلومترمربع | تاجیک‌ها           |
| شیب کوه    |      | ۲۳٬۰۱۳  | ۲٬۷۳۸ کیلومترمربع | تاجیک‌ها           |

## اقتصاد
- خرما

بر اساس آمار ریاست احصائیهٔ وزارت زراعت، ساحهٔ تحت کشت نخلستان‌های خرما در ولایت فراه ۸۰۰ جریب زمین می‌باشد که از سوی مؤسسهٔ خیریهٔ الغرافه ساخته شده است. سالانه حدود دو هزار کیلو خرما از این نخلستان‌ها به دست می‌آید.